# Federación Ecuatoguineana de Bádminton
Die Federación Ecuatoguineana de Bádminton (FEGUIBA) (auch Equatorial Guinea Badminton Federation genannt) ist die oberste nationale administrative Organisation in der Sportart Badminton in Äquatorialguinea. Sitz des Verbandes ist in Malabo. Der Verband wird durch die Badmintonnationalmannschaft von Äquatorialguinea repräsentiert.

## Geschichte
Die Federación Ecuatoguineana de Bádminton wurde 2015 ins Leben gerufen und 2017 offiziell registriert. Der Verband wurde dann Mitglied im kontinentalen Dachverband African Badminton Confederation und in der Badminton World Federation. Internationale Titelkämpfe von Äquatorialguinea gibt es noch nicht. Die Federación Ecuatoguineana de Bádminton gehört dem Comité National Olympique Equato-Guinéen an.

## Bedeutende Veranstaltungen, Turniere und Ligen
- Einzelmeisterschaften

## Bedeutende Persönlichkeiten
- Zibhino Rodriguez Ango (Präsident)